# Andrea Fortunato
Andrea Fortunato est un joueur de football italien né le 26 juillet 1971 à Salerne. Il est mort de la leucémie le 25 avril 1995 à Pérouse.

## Carrière
Il commence sa carrière professionnelle lors de la saison 1989-1990 avec l'équipe de Côme, qui joue le championnat de Serie B. Avec le Como, Fortunato joue 16 matches et 24 l'année suivante, dans le championnat de Serie C1.
À l'été 1991, il est acheté par le Genoa, avec un autre jeune du football italien, Christian Panucci. Ensuite il joue à Pise puis à nouveau à Genoa et en été 1993 il passe à la Juventus.
En 1993, Fortunato joue un match avec l'équipe nationale italienne, conduite par Arrigo Sacchi.
En mai 1994, il tombe malade de la leucémie, dont il mourra le 25 avril 1995, la veille du match de la sélection italienne contre la Lituanie.